# Біліс (тропічний шторм)
Тропічний шторм  «Біліс» (англ. Tropical Storm Bilis) також відомий як Тропічний шторм Флоріта (англ. Tropical Storm Florita) — слабкий тропічний циклон який сформувався у липні 2006 року та завдав катастрофічної шкоди районам Філіппін, Тайваню та південно-східного Китаю. Слово «Біліс» означає «швидкість» або «швидкість» тагальською мовою.
Незважаючи на те, що потужність тайфуну ніколи офіційно не досягала, Біліс завдав збитків на суму 4,4 мільярда доларів (2006 рік ) і 859 людей загинуло на Філіппінах, Тайвані та Китаї. Більшість збитків завдано сильним дощем, який спровокував масштабні раптові повені та зсуви. Багато районів, які затопив Біліс, пізніше постраждали від тайфунів: Каемі, Прапірун та Саомай.

## Метеорологічна історія

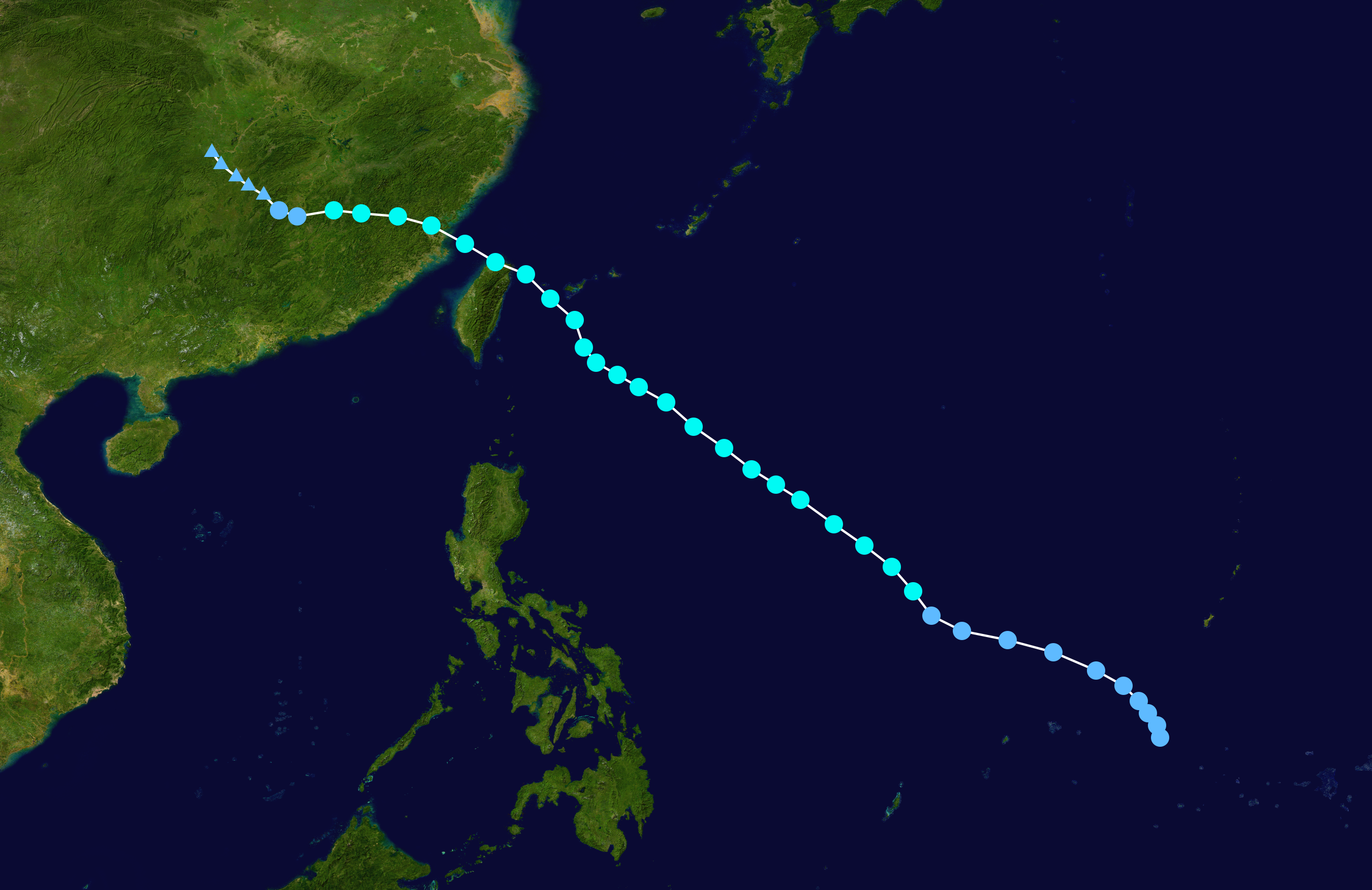
Карта шляху і інтенсивності Тропічного шторму Біліс

7 липня на північний-схід від островів Яп виникло тропічне хвилювання, яке поступово посилювалося. Об'єднаний центр попередження про тайфуни (JTWC) випустив сповіщення про формування тропічного циклону пізніше цього дня, коли він рухався на північний-захід. До 8 липня він розвинув достатню конвекцію, щоб JTWC і Метеорологічне управління Японії (JMA) назвали його тропічною депресією. Депресія продовжувала зміцнюватися, і 9 липня JMA назвала її тропічним штормом Біліс. Пізніше того ж дня JTWC підвищив статус до тропічного шторму. 10 липня Біліс перейшов у зону відповідальності Філіппінське управління атмосферних, геофізичних і астрономічних служб (PAGASA), і був призначений тропічним штормом Флоріта для місцевих попереджень.
Протягом наступних кількох днів Біліс рухався в основному на північний-захід до Тайваню, повільно зміцнюючись над відкритими водами. 11 липня JMA назвав циклон сильним тропічним штормом, але протягом наступних кількох днів шторм не посилився ще більше через незначну висоту повітря та залучення сухого повітря. PAGASA оновила систему до статусу тайфуну 12 липня, але JMA ніколи офіційно не визнавала систему як таку у своїх рекомендаціях. Біліс досяг свого офіційного піку інтенсивності 60 вузлів (110 км/год; 69 миль/год) пізніше того ж дня.
13 липня Біліс вперше зійшов на сушу на півночі Тайваню з інтенсивністю 55 вузлів (102 км/год; 63 милі/год). Після переміщення через північний Тайвань Біліс здійснив свій другий вихід на сушу в провінції Фуцзянь, Китай, рано 14 липня з тією ж інтенсивністю, а наступного дня послабився до тропічної депресії над сушею. Біліс затримувався як тропічна депресія над південно-східним Китаєм, перш ніж перетворитися на залишковий мінімум 16 липня. Але JMA носив систему як тропічну депресію до 17 липня. Незважаючи на те, що він став залишковим мінімумом, залишки Біліса зберігали свою ідентичність протягом кілька днів, рухаючись на захід над Китаєм, приносячи сильні дощі у внутрішні райони.

## Підготовка

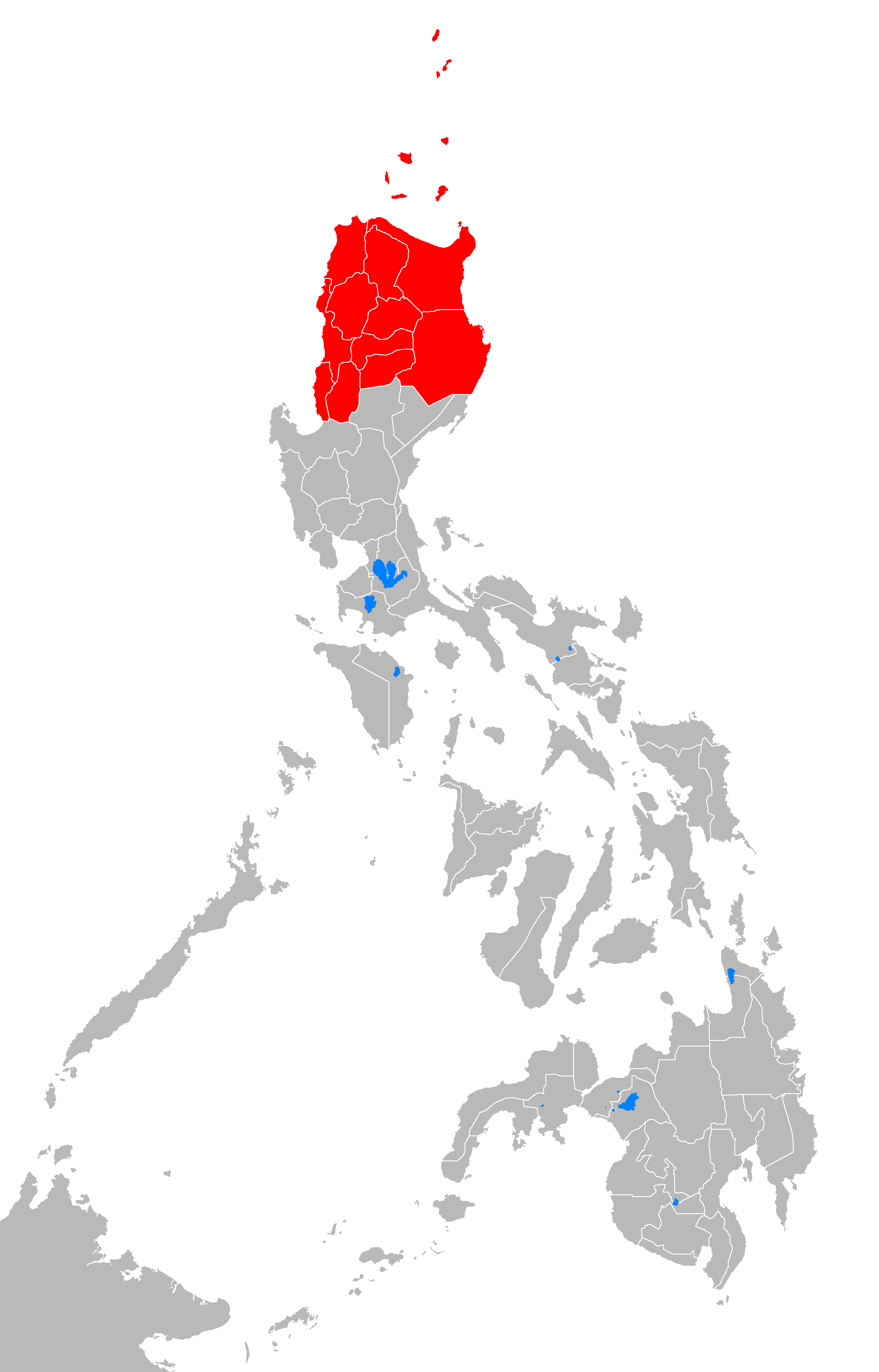
Провінції Філіппін, у яких повідомлено про Тропічний шторм Флоріта.

13 липня PAGASA видала штормовий сигнал номер 3, попередження про вітри швидкістю 100–185 км/год (62–115 миль/год) для островів Батанес і Калаян. Штормовий сигнал № 2 для вітру 60–100 км/год (37–62 миль/год) був виданий для північного Лусона, включаючи решту Кагаяна, Північного Ілокосу та Апаяо. Штормовий сигнал номер 1 (30–60 км/год (19–37 миль/год)) був підвищений для більшої частини центрального Лусона, включаючи більшу частину адміністративного регіону Кордильєри та північну половину регіону Ілокос. Школи та державні установи в цих районах регіони були закриті.
Обсерваторія провінції Фуцзянь видала попередження про тайфун для провінції 11 липня, задовго до остаточного виходу Біліса на сушу. У відповідь на попередження офіційні особи евакуювали понад 800 000 людей з Хунань та 70 000 з Чжецзяна. Крім того, 256 000 рибалок і робітників були евакуйовані з прибережних районів південно-східного Китаю, а 220 000 суден отримали наказ повернутися в порт. У Шанхаї евакуація спричинила значні затримки залізничного та автобусного транспорту, а понад 210 рейсів було скасовано до виходу на берег.

## Вплив

### Філіппіни
Найсильніші вітри та найсильніші дощі були на південь і схід від центру Біліса, а його зовнішні смуги дощів прокотилися через Лусон на Філіппінах, спричинивши сильні дощі, пориви вітру раптові повені та зсуви. Біліс був відповідальним за збитки на суму 45 мільйонів песо та щонайменше 14 смертей, у тому числі трьох у Багіо та ще шести в районі Маніли.

### Тайвань
Пошкодження були незначними на Тайвані через швидке переміщення Біліса через північне узбережжя острова. Уряд Республіки Китай повідомив про чотирьох загиблих, двоє з яких були загибеллю рибалок з материкового Китаю, човен яких сів на мілину на острові Мацзу. Ще один чоловік постраждав від ураження струмом у місті Тайбей внаслідок шторму. Причина четвертої смерті невідома.

### Китай
Шторм вдруге обрушився на китайську провінцію Фуцзянь, яка найбільше постраждала від тропічного циклону. Загалом 92 людини загинуло та завдано збитків на 3 мільярди китайських юанів були спричинені системою, в основному через повені. Школи та туристичні пам'ятки в провінції були закриті на кілька днів. Загалом постраждали 4 028 000 людей на території площею 17 597 квадратних кілометрів (6 794 квадратних миль), і шторм спричинив евакуацію 519 000 людей з провінції.
Повінь забрала життя 39 людей у східній частині Гуансі та 183 людини в Гуандуні. Ще вісім людей загинули в Юньнані, коли раптова повінь знесла кілька хат дорожніх робітників. Метеостанція в Гуандуні повідомила, що за 5 годин випало 360,6  мм опадів (14,2  дюйма ). У Чжецзяні сильний вітер і проливний дощ  завдали збитків на 694 мільйони юанів, а пориви вітру досягали 43 метрів на секунду (150 км/год; 96 миль/год).
Кілька ділянок залізниці Пекін - Гуанчжоу, основного залізничного маршруту в Китаї, були заблоковані через повені та зсуви, що спричинило багато затримок. Один потяг був оточений паводком у Лечані, і пасажирів довелося евакуювати до сусідньої школи. Щонайменше 274 поїзди постраждали, і залізнична компанія повернула майже 2 мільйони квитків. Після трьох днів ремонтних робіт залізничне сполучення відновило звичайну роботу 18 липня.
Значної шкоди було завдано в Хунані, де сильна повінь і селеві потоки зруйнували понад 31 000 будинків та 526 людей загинуло. Найбільше збитків і жертв сталося в селі Цзисін, де місцеві чиновники повідомили про найгіршу повінь за останні 100 років і назвали кількість загиблих як «безпрецедентну». Загалом Біліс відповідальний за 843 смерті 208 осіб вважаються зниклими безвісти та завдано збитків південно-східному Китаю на суму 4,4 мільярда доларів США (2006 рік).

## Наслідки

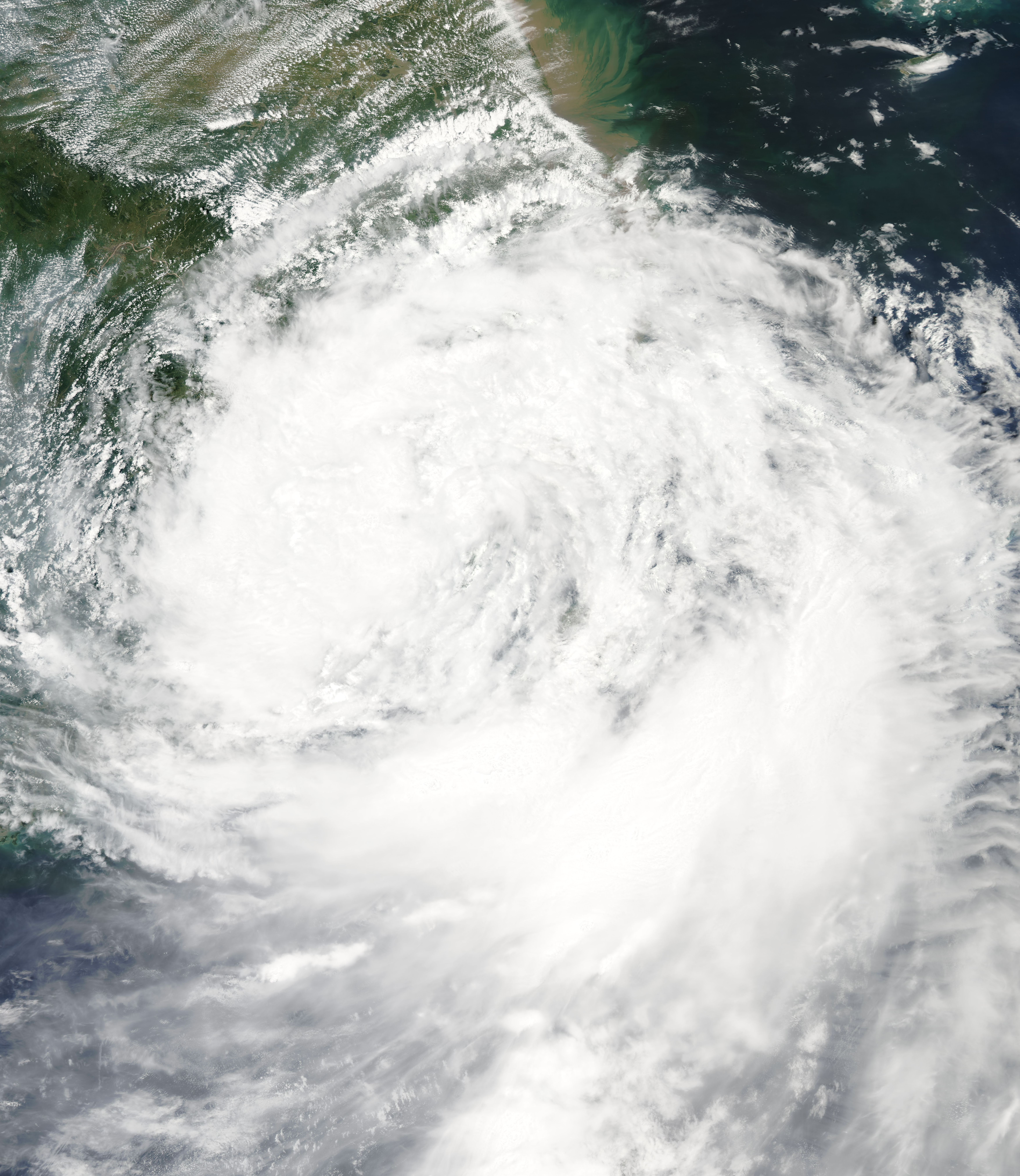
Сильний тропічний шторм Біліс над східним Китаєм 14 липня

Тропічний циклон залишив понад 400 000 людей без даху над головою, а ще понад 2 мільйони довелося евакуювати через повені. Після шторму Товариство Червоного Хреста Китаю забезпечило їжею, ковдрами та наборами для очищення води понад 100 000 жителів Хунані в притулках для масової евакуації. Надання допомоги було ускладнено землетрусом у Юньнані, а також ще трьома тропічними циклонами: Каемі, Прапірун і Саомай. Усі шторми були сильнішими ніж Біліс, і загострили повені та інші проблеми в регіоні.
Через раптове значне збільшення кількості зареєстрованих смертей у Хунані за лічені години китайські урядовці звинуватили місцевих чиновників у приховуванні збитків і подробиць про жертви. Міністерство цивільних справ направило групу в Хунань для розслідування звинувачень і видало повідомлення про те, що кожен, хто приховує будь-які подробиці збитку, буде притягнутий до відповідальності.
Метеорологічне управління Китаю випустило прес-реліз після шторму та назвало чотири причини значних збитків. По-перше, шторм сповільнився після приходу на сушу та зберігав свою ідентичність протягом 120 годин, рухаючись на південь прямо на захід. По-друге, шторм був асиметричним і опади були зосереджені в південному півколі. Крім того, шторм взаємодіяв з активним мусоном над Південно-Китайським морем , і Обсерваторія Гонконгу повідомила про загальну кількість опадів за 1 годину 115,1 мм (4,53 дюйма), що є новим рекордом. Нарешті, попередні дощі зробили територію вологішою, ніж зазвичай, і більш схильною до повеней.